# Stormarnhaus

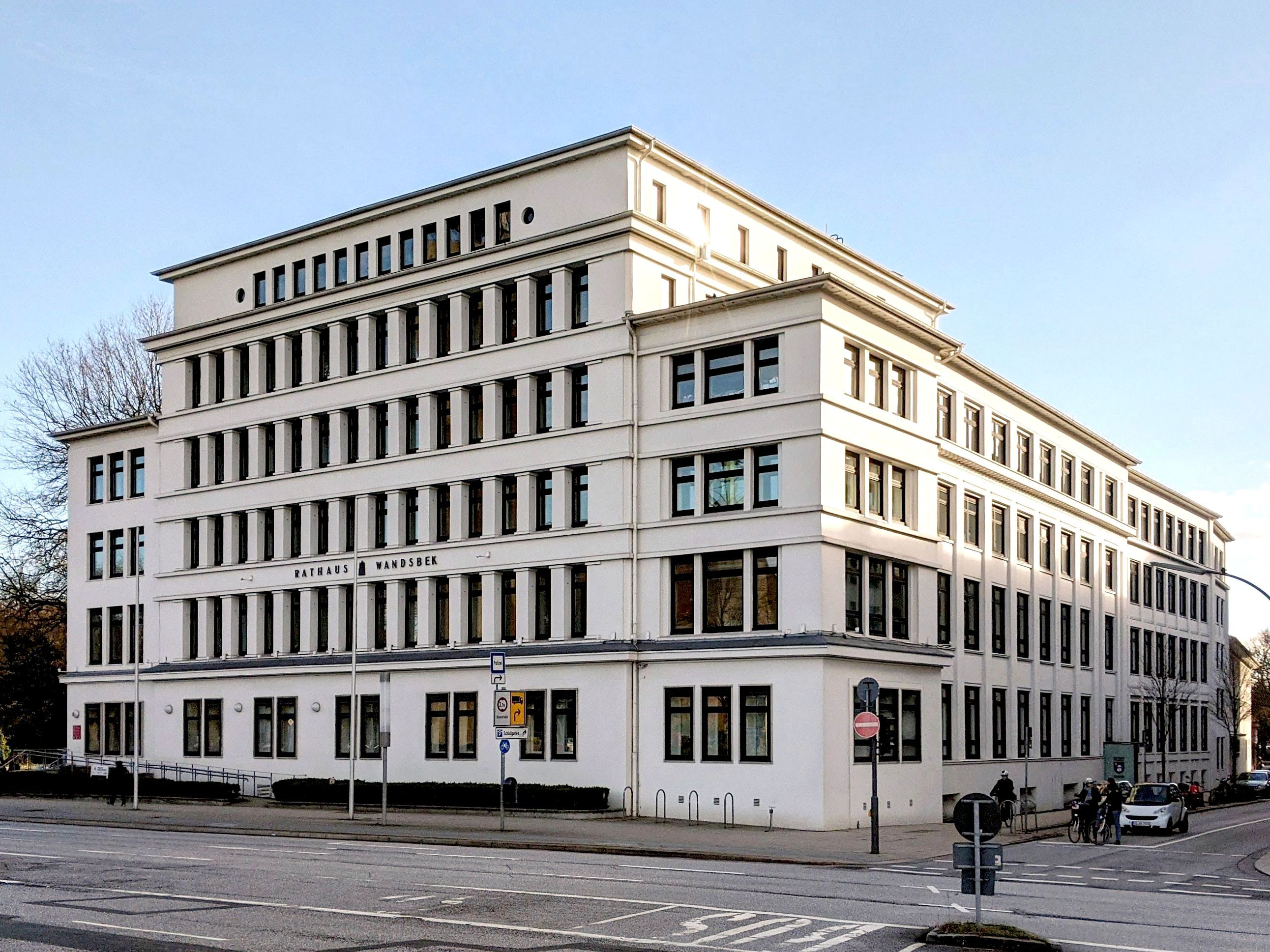
Stormarnhaus 2023

Das Stormarnhaus am Wandsbeker Marktplatz (Adresse: Schlossstraße 60) in Hamburg wurde von 1922 bis 1923 nach Plänen von Fritz Höger als Verwaltungssitz des Kreises Stormarn errichtet. Es ist eines von wenigen Bauwerken Högers, das nicht mit Backstein verkleidet, sondern mit Putzfassaden versehen ist. Seit 1949 wird es als Bezirksamt Wandsbek genutzt und entsprechend der aktuellen Beschriftung auch als Rathaus Wandsbek bezeichnet, obwohl es nie als Rathaus der bis 1937 selbständigen Stadt fungierte.

## Geschichte

Stormarnhaus in seiner ursprünglichen Gestalt

Hotel „Zum alten Posthause“ 1913. Der rechte Flügel wurde von Höger aus Kostengründen in den Neubau einbezogen.

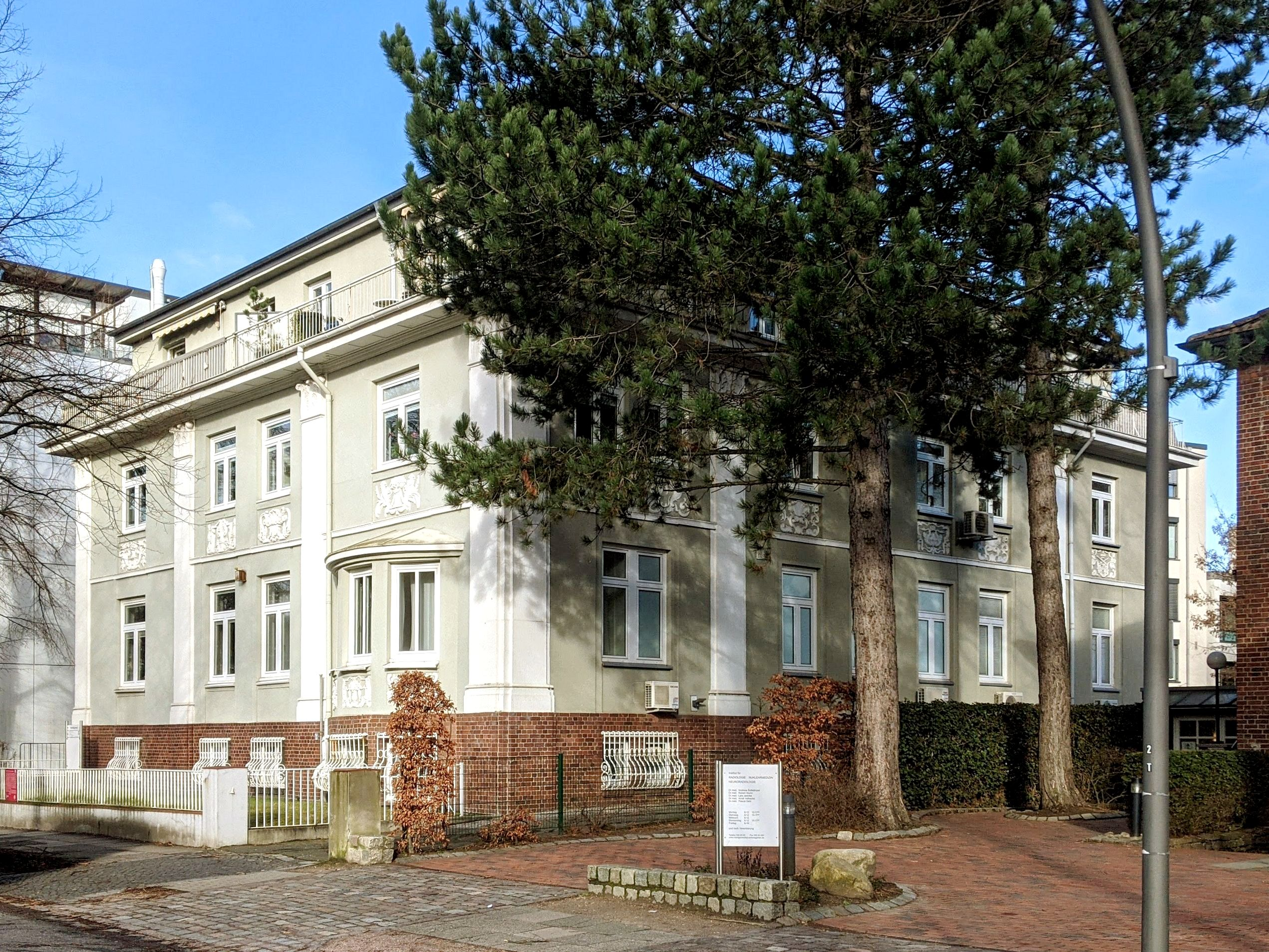
Altes Landratsamt von 1873 bis 1922

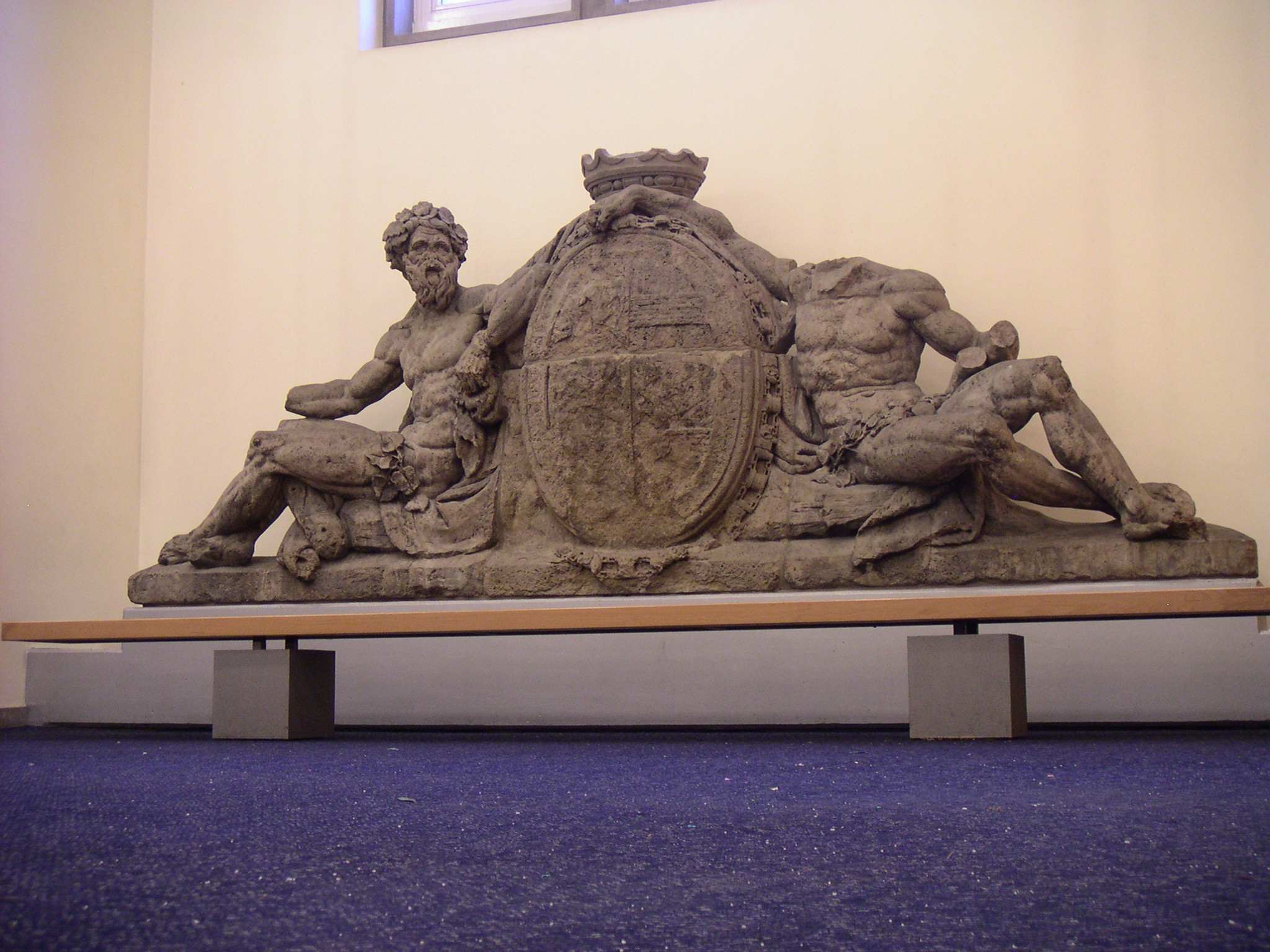
Im westlichen Seitenflügel des heutigen Bezirksamtes wird dieser Wappenschild des früheren Wandsbeker Schlosses aufbewahrt.

Seit der Bildung des Kreises Stormarn im Jahr 1867 war zunächst das Schloss Reinbek Sitz des Landrates gewesen. 1873 wurde Wandsbek Kreisstadt und der Landrat zog in eine bis heute erhaltene Villa auf dem Gelände des 1861 niedergelegten Wandsbeker Schlosses (Adresse: früher Schillerstraße 2a, heute Schlossgarten 3). Auch als Wandsbek 1901 als kreisfreie Stadt aus dem Kreisverband ausschied, blieb es noch bis 1943 Sitz der Kreisverwaltung. Zwar gab es schon damals Bestrebungen, den Kreissitz nach Oldesloe oder Ahrensburg zu verlegen, die jedoch vorläufig an der schlechten Erreichbarkeit oder fehlender Infrastruktur scheiterten.
Der wachsende Aufgabenkreis und der daraus resultierende Personal- und Raumbedarf der Kreisverwaltung hatten bereits vor dem Ersten Weltkrieg den Bau eines Kreishauses neben der alten Landratsvilla in Wandsbek erforderlich gemacht, der Ende 1912 bezogen wurde. Nach Krieg und Novemberrevolution wurde der Raum abermals knapp, weshalb der Kreistag ein zuvor bereits genutztes Hotel aufkaufte und dessen Umbau zum neuen Kreishaus beschloss. Als das Hotel während der Umbauarbeiten teilweise einstürzte, wurde Fritz Höger, der sich auch schon vor dem 1924 fertiggestellten Chilehaus einen Namen als Kontorhaus-Architekt gemacht hatte, mit einem Neubau beauftragt. Höger schuf – unter Einbeziehung eines Seitenflügels der Hotelruine – einen wuchtigen fünfgeschossigen Neubau mit hohem Walmdach und zweifarbig gestalteter Putzfassade, der in seiner ursprünglichen Gestalt eine gewisse Ähnlichkeit mit dem Düsseldorfer Mannesmann-Haus von Peter Behrens aufwies: Weiße Gurt- und Sohlbankgesimse fassten die Fenster optisch zu Bändern zusammen, während die kompakten Pfeilerstützen zwischen den Fenstern dunkelrot gehalten waren. Ob es sich bei dem roten Putz um eine Notlösung anstelle der von Höger präferierten Klinkerbauweise handelte, lässt sich nicht mehr beantworten, da sämtliche Originalpläne im Krieg verbrannten. Neben der Kreisverwaltung waren im Gebäude seinerzeit auch die Geschäftsräume der Kreissparkasse Stormarn untergebracht.
Bei den Luftangriffen auf Hamburg im Juli 1943 wurde das Stormarnhaus schwer beschädigt und die Kreisverwaltung daraufhin ins Umland verlegt. Nach Kriegsende wurde Bad Oldesloe 1949 auch offiziell zum neuen Kreissitz erklärt und das Wandsbeker Gebäude an die Stadt Hamburg verkauft. Beim Wiederaufbau in den 1950er Jahren wurde das Walmdach durch ein Flachdach mit Staffelgeschoss ersetzt, die zweifarbige Fassade komplett weiß gestrichen und der ursprünglich zentral angeordnete Eingang an die Seite verlegt. Außerdem wurde ein zusätzlicher Seitenflügel ergänzt, den Höger bereits in den 1920er Jahren geplant hatte, aber aus Geldmangel nicht verwirklichen konnte.

## „Rathaus Wandsbek“
Die Hauptfassade trägt seit dem Wiederaufbau den Schriftzug „Rathaus Wandsbek“ mit einem Hamburger (nicht Wandsbeker!) Wappen, der offenkundig auf die neue Funktion des Gebäudes als „Bezirksrathaus“ Bezug nimmt, bei Passanten aber häufig zu Irritationen im Hinblick auf die Geschichte des Hauses führt. Anders als beim Altonaer oder Harburger Rathaus diente das Wandsbeker Gebäude jedoch niemals als Rathaus der vormals selbständigen Stadt – dieses befand sich vielmehr bis 1943 am entgegengesetzten Ende des Marktplatzes in der Wandsbeker Königstraße 11.